# SuperBoing
SuperBoing (anteriorment Boing) va ser un contenidor televisiu destinat a públic infantil i juvenil. Es va estrenar l'1 de desembre de 2008 a Telecinco 2, emetent-se també els caps de setmana a Telecinco. Després de convertir Telecinco 2 a La Siete, la programació diària de Boing va passar a emetre en Factoria de Ficció. El contenidor va cessar les seves emissions el 31 de desembre de 2010 després de la fusió de Telecinco i Cuatro i el naixement de canal Boing quatre mesos abans.

## Història
El 28 de novembre de 2008, Telecinco i Turner, van arribar a un acord per fer un bloc infantil tant en la cadena mare, com al canal TDT, amb unes 42 hores de programació setmanal. Tres dies després, va començar el contenidor de dibuixos Boing a Telecinco 2 (diàriament) i Telecinco (caps de setmana).
Mesos després, l'11 de maig de 2009, Boing va passar de Telecinco 2 a Factoria de Ficció, del mateix grup, amb els mateixos continguts i similars horaris, ja que Telecinco 2 va passar a ser La Siete i va canviar part de la selva programació.
El 2 d'agost de 2010, Telecinco va anunciar el llançament de Boing com el seu quart canal de televisió en obert, passant de ser un contenidor de sèries a un canal temàtic en obert dedicat les 24 hores del dia als més petits de la casa, amb productes estrella de Turner.
El 9 d'agost de 2010, va començar les seves emissions en proves mostrant una carta d'ajust, el 23 d'agost mostrant un bucle promocional de series i l'1 de setembre va començar les seves emissions oficiales.
El nou canal infantil de Telecinco es va estrenar amb un 0,58% de quota. Amb l'arribada de canal, Boing, el contenidor de sèries de Telecinco i Factoria de Ficció va passar a anomenar-se SuperBoing, tot i que l'1 de gener de 2011 va cessar les seves emissions en els dos canals després de la fusió de Telecinco i Cuatro, passant a veure els seus continguts exclusivament al canal Boing.